# Sikandra Bagh

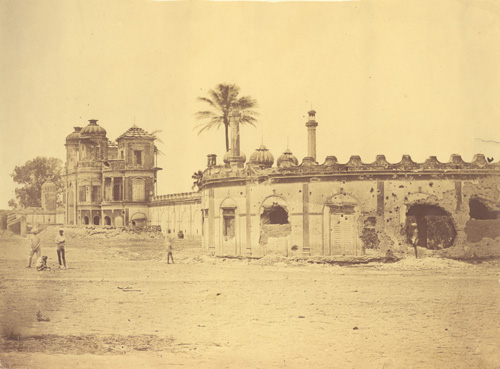
Exterior del Sikandra Bagh, 1858. Fotografía de Felice Beato.

Sikandra Bagh, también conocida como Secundra Bagh (entre muchas otras formas de escribir su nombre), es una finca y villa localizada en las afueras de Lucknow, India. Fue construida por el nawab (gobernador provincial) de Awadh (región del norte de la India también conocida como Oudh), Wajid Ali Shah (1822-1887), como una casa de verano. El complejo toma su nombre de la esposa favorita del nawab, begum Sikander Mahal. El lugar alberga en la actualidad el National Botanical Research Institute de la India.

Interior del Secundra Bagh después de la masacre de 2000 rebeldes efectuada por el 93.º de Highlanders y el 4.º Regimiento de Punjab. Fotografía de Felice Beato.

Durante el sitio de Lucknow en la Rebelión de la India de 1857, cientos de cipayos, que estaban bajo el sitio militar de británicos y tropas coloniales, lo utilizaron como refugio. El lugar fue arrasado el 16 de noviembre de 1857 y los británicos mataron 2.000 cipayos según reportes. Después de la pelea, los británicos caídos fueron enterrados en un foso profundo, mientras que los indios muertos fueron dejados donde habían fallecido y sus cadáveres allí se pudrieron. A comienzos de 1858, Felice Beato tomó una infame fotografía de restos esqueléticos de cipayos esparcidos en el interior del complejo.